# Nevoy
Nevoy ist eine französische Gemeinde mit 1.160 Einwohnern (Stand: 1. Januar 2022) im Département Loiret in der Region Centre-Val de Loire; sie gehört zum Arrondissement Montargis und zum Kanton Gien. Die Einwohner werden Noveltains genannt.

## Geographie

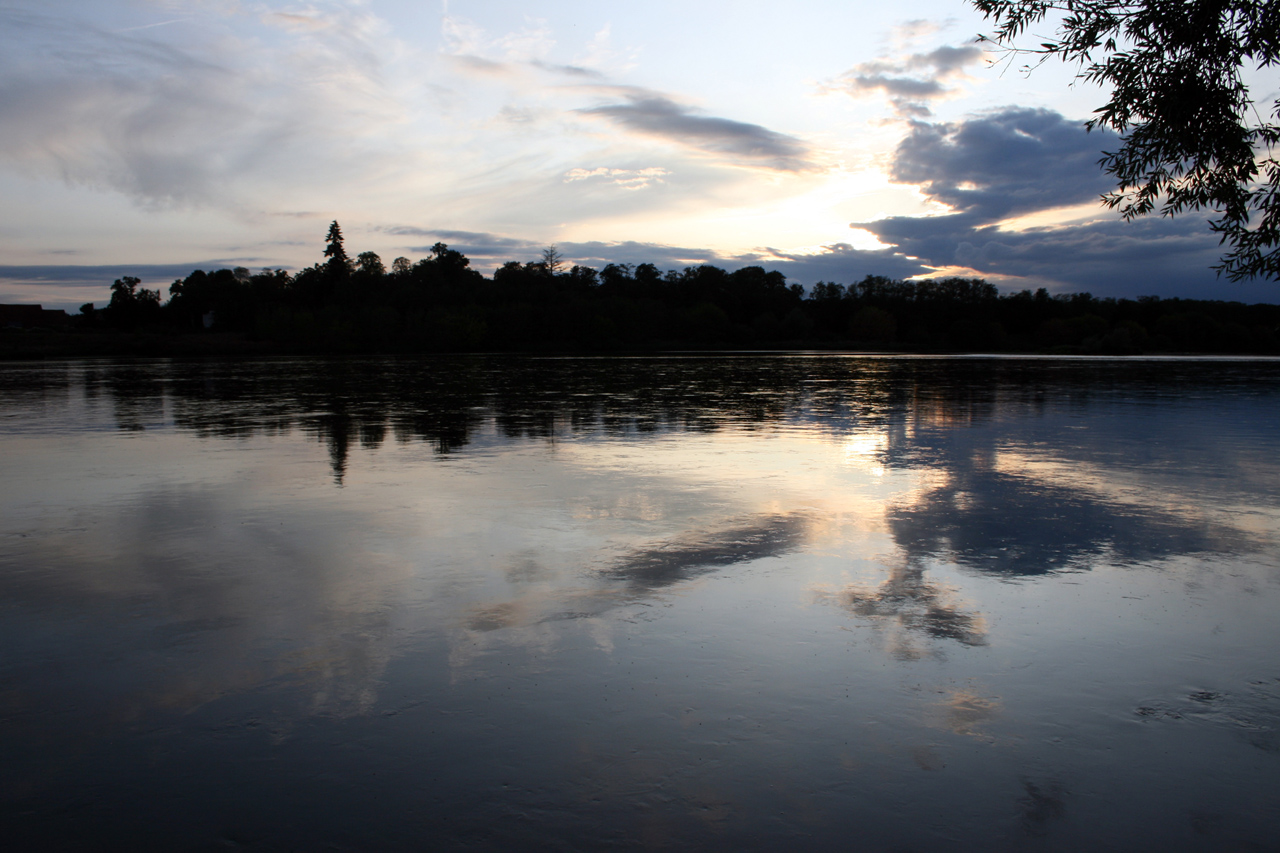
Die Loire bei Nevoy

Nevoy liegt etwa 50 Kilometer ostsüdöstlich von Orléans an der Loire. Umgeben wird Nevoy von den Nachbargemeinden Dampierre-en-Burly im Norden und Westen, Les Choux im Nordosten, Gien im Osten und Südosten, Poilly-lez-Gien im Süden und Südosten sowie Saint-Gondon im Süden und Südwesten.

## Bevölkerungsentwicklung
| 1962                       | 1968 | 1975 | 1982 | 1990 | 1999 | 2006 | 2018 |
| -------------------------- | ---- | ---- | ---- | ---- | ---- | ---- | ---- |
| 521                        | 545  | 577  | 702  | 1007 | 1019 | 1100 | 1166 |
| Quellen: Cassini und INSEE |      |      |      |      |      |      |      |

## Sehenswürdigkeiten
- Kirche Notre-Dame aus dem Jahre 1868, Tor aus dem 13. Jahrhundert